# Callipurbeckia
Genre
Callipurbeckia est un genre éteint de poissons osseux à nageoires rayonnées. Ces espèces étaient carnivores et vivaient le long des fleuves et lacs d'Europe du Jurassique supérieur (Kimméridgien) jusqu'au Crétacé inférieur.

## Systématique
Le genre Callipurbeckia a été créé en 2012 par la paléontologue argentine Adriana López-Arbarello (d) avec pour espèce type Lepidotes minor décrite par Louis Agassiz en 1833 sur la base d'un spécimen du Crétacé inférieur (Berriasien) de Swanage (Dorset dans le Sud-Ouest de l'Angleterre).

## Liste d'espèces
Selon BioLib (2 août 2022) :
- † Callipurbeckia minor (Agassiz, 1833) - espèce type - Crétacé inférieur (Berriasien) de Swanage (Angleterre)
- † Callipurbeckia notopterus (Agassiz, 1835) - calcaire de Solnhofen en Bavière (Allemagne)
- † Callipurbeckia tendaguruensis Arratia & Schultze, 1999 - formation de Tendaguru en Tanzanie

## Étymologie
Le nom générique, Callipurbeckia, dérive du grec ancien κάλλος, kállos, « beauté » et Purbeck le nom actuel de l'endroit où vivaient ces poissons.

## Galerie

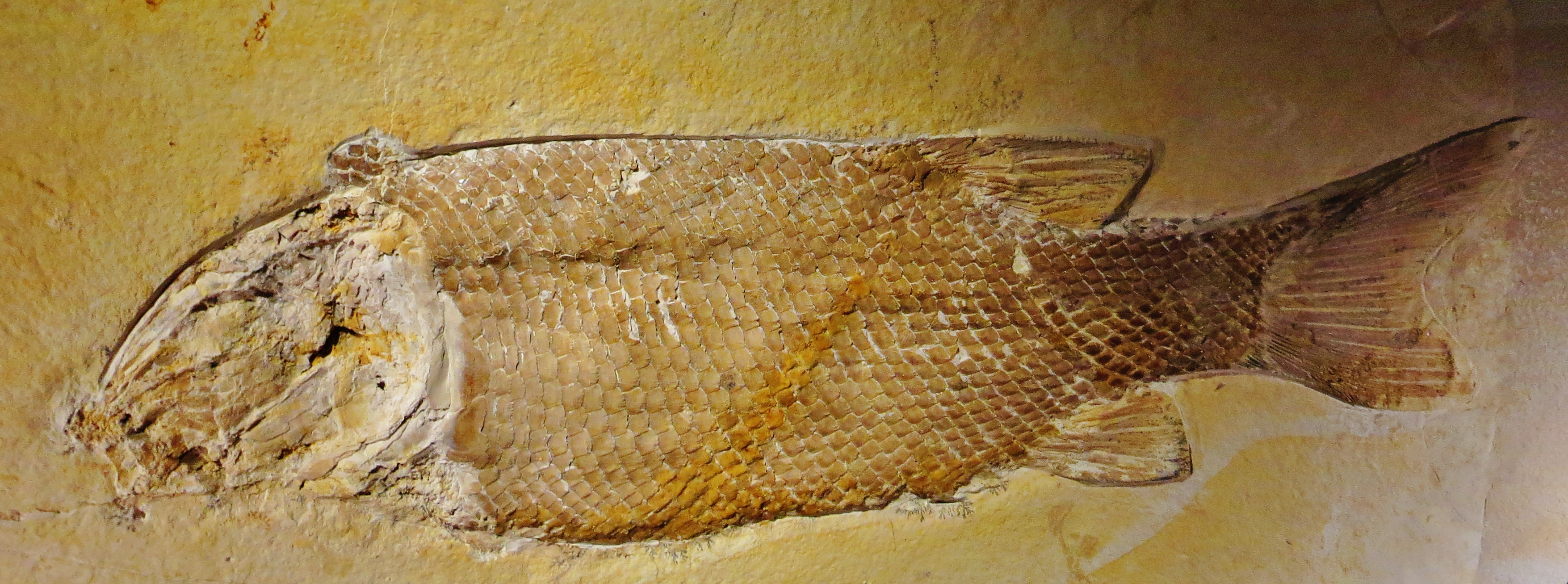
Callipurbeckia.

## Publication originale
- (en) Adriana López-Arbarello, « Phylogenetic interrelationships of ginglymodian fishes (Actinopterygii: Neopterygii) », PLOS One, PLoS, vol. 7, no 7,‎ 11 juillet 2012, e39370 (ISSN 1932-6203, OCLC 228234657, PMID 22808031, PMCID 3394768, DOI 10.1371/JOURNAL.PONE.0039370, lire en ligne).